# Месія (Ла-Корунья)
Месія (гал. Mesía, ісп. Mesía) — муніципалітет в Іспанії, у складі автономної спільноти Галісія, у провінції Ла-Корунья. Населення — 2975 осіб (2009).
Муніципалітет розташований на відстані близько 483 км на північний захід від Мадрида, 31 км на південь від Ла-Коруньї.
Муніципалітет складається з таких паррокій: Альбішой, Баской, Боадо, Брума, Кабруй, Кастро, Кумбраос, Ланса, Месія, Олас, Вісантонья, Шанседа.

## Географія
Через муніципалітет протікає річка Тамбре.

## Демографія
Динаміка населення (INE ):

## Галерея зображень

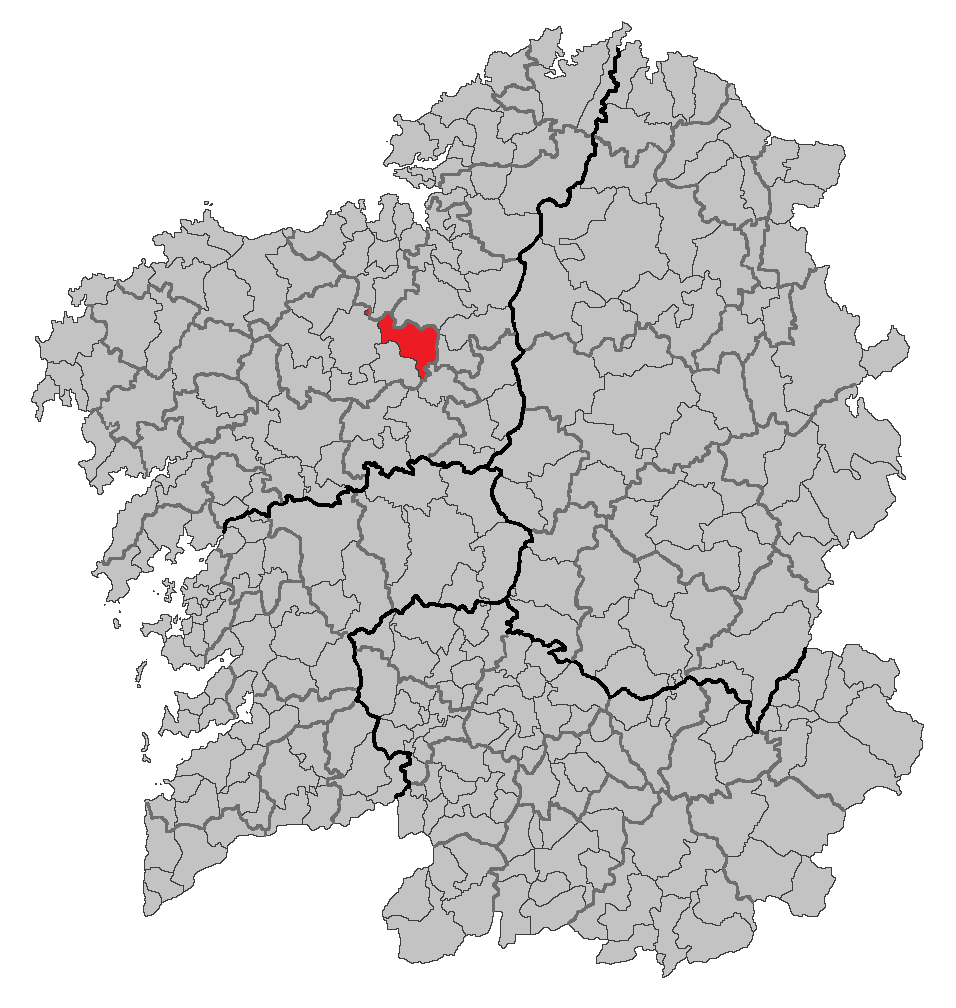
Розташування муніципалітету